# Sullyoon
薛侖娥（： Seol Yoon-Ah；2004年1月26日—），藝名Sullyoon（韓語：설윤），韓國女歌手，為NMIXX成員。

## 生涯

### 出道前
薛侖娥出生於大田廣域市中區太平洞，家族為淳昌薛氏。她在學校時是模範學生，小學時期曾擔任學生會會長，但擁有成為偶像的夢想。在校中，外部老師推薦予JYP員工，從而參加了JYP選秀。初三結束後，開始練習生的生活，過往曾通過SM娛樂、JYP娛樂及YG娛樂的試鏡，皆獲得練習生邀請。最後因喜歡TWICE而選擇了JYP娛樂。其中Sana是TWICE內最喜歡的成員。

### NMIXX時期
2021年9月3日，JYP娛樂在旗下YouTube頻道公開了Full Moon翻唱的影片，首次公開於2022年出道的新女團成員。
2022年1月28日，JYP娛樂正式公開Sullyoon的資料。2月22日，Sullyoon以NMIXX成員身份在韓國正式出道。
2023年2月16日，與成員Lily共同獻唱Netflix劇集《戀愛大戰》第4部OST歌曲The Moment。4月15日至2025年2月15日，擔任音樂節目《Show! 音樂中心》固定班底主持之一。12月29日，出席了《2023年MBC演藝大賞》，在頒獎典禮上獲提名女子新人獎。
2024年10月10日，擔任樂卡克(韓國地區)2024下半年活動模特兒之一。

## 音樂作品

### OST
| 年份 | 日期    | 專輯                    | 曲目       | 備註   |
| ---- | ------- | ----------------------- | ---------- | ------ |
| 2023 | 2月16日 | 《戀愛大戰 OST Part 4》 | The Moment | 與Lily |

### 翻唱歌曲
| 年份 | 日期     | 歌手   | 曲目      | 專輯      | 備註          |
| ---- | -------- | ------ | --------- | --------- | ------------- |
| 2021 | 9月2日   | 宣美   | Full Moon | Full Moon |               |
| 2021 | 10月15日 | 海爾希 | Graveyard | Manic     | 與Bae共同翻唱 |

## 獎項
| 年份   | 頒獎典禮              | 獎項       | 結果 | 備註   |
| ------ | --------------------- | ---------- | ---- | ------ |
| 2023年 | 《2023年MBC演藝大賞》 | 女子新人獎 | 提名 | [ 16 ] |